# Pseudoleskea tonkinensis
Pseudoleskea tonkinensis är en bladmossart som beskrevs av Bescherelle 1887. Pseudoleskea tonkinensis ingår i släktet Pseudoleskea och familjen Leskeaceae. Inga underarter finns listade i Catalogue of Life.